# Nicotiana sect. Repandae
Nicotiana sect. Repandae ist eine Sektion der Gattung Tabak (Nicotiana). Zu ihr werden vier Arten gezählt.

## Beschreibung
Die Arten der Sektion Repandae sind rosettenbildende, krautige Pflanzen. Ihre Laubblätter sind in der Rosette lang gestielt oder geflügelt-gestielt, die Stängelblätter sind kurzstielig oder den Stängel geigenförmig umschließend. Die Behaarung der Blätter ist fein flaumhaarig.
Die Blüten öffnen sich bei den meisten Arten nachts, nur bei Nicotiana nudicaulis tagsüber. Die Krone ist radiärsymmetrisch oder leicht zygomorph, röhren-stieltellerförmig oder stieltellerförmig und weiß gefärbt. Die Kronröhre ist manchmal (vor allem bei Nicotiana repanda, Nicotiana stocktonii und Nicotiana nesophila) sehr eng. Die Kronlappen sind spitz oder gerundet.
Die Chromosomenzahl beträgt n=24.

## Verbreitung
Die Arten sind im Südwesten der Vereinigten Staaten sowie im Norden Mexikos verbreitet.

## Systematik
Zur Sektion Repandae werden folgende Arten gezählt: 
- Nicotiana nesophila I.M. Johnston
- Nicotiana nudicaulis S. Watson
- Nicotiana repanda Willd.
- Nicotiana stocktonii Brandegee